# Концентрична склероза на Бало
Концентричната склероза на Бало (КСБ) е една от атипичните форми на множествена склероза (МС).
КСБ е заболяване с възпалителна демиелинизация подобно на класическата множествена склероза, но с тази разлика, че демиелинизираните тъкани формират концентрични слоеве. Учените са смятали, че прогнозата за заболяването е подобна на тази при остра множествена склероза, но сега се знае, че пациентите могат да оцелеят, а също така да се развие спонтанна ремисия. Описани са и асимптомни случаи.
Установено е, че КСБ се развива като първично прогресивна форма на МС, но се съобщава и за пристъпно-ремитентна форма. Възможно е подобряване на състоянието при предозонова терапия, макар че доказателствата в тази насока са несериозни и такова заключение би било несериозно, предвид факта, че има случаи, при които пациентите се възстановяват спонтанно независимо дали са били на стериодна терапия или не.

## Патофизиология
Лезиите при КСБ се отнасят към тип III лезии на МС (дистална олигодендроглиопатия).

## Епидемиология
Заболяването се среща по-често при китайци и филипинци (монголоидна раса), отколкото при европейци и кавказци.